# Made in the USA
Made in the USA – piosenka amerykańskiej wokalistki Demi Lovato, wybrana na drugi singiel z jej czwartego, studyjnego albumu zatytułowanego Demi (2013). Premiera singla w amerykańskich stacjach radiowych odbyła się 16 lipca 2013 roku. Utwór otrzymał głównie pozytywne recenzje od krytyków.

## Kompozycja
Autorami tekstu singla są Jonas Jeberg, Jason Evigan, Corey Chorus, Blair Perkins oraz Lovato.

## Utwór w rankingach
Kompozycja trafiła na 80. miejsce Billboard Hot 100 oraz 40 pozycję w rankingu Billboard Pop Songs.

## Teledysk
Premiera klipu do utworu miała miejsce 17 lipca 2013 r. na oficjalnym kanale VEVO Lovato. Teledysk został wyreżyserowany przez Ryana Pallotę oraz samą Demi Lovato. Wideo trwa prawie 5 minut. Do sierpnia 2014 klip obejrzano prawie 70,000,000 razy. 